# جاكيتز فيلد لونغ بارو
جاكيتز فيلد لونغ بارو (بالإنجليزية: Jacket's Field Long Barrow)‏ هو تل مدفون موجود بالقرب من قرية بوتون ألوف في مقاطعة كنت الإنجليزية الجنوبية الشرقية. من المرجح أنه بُني خلال الألفية الرابعة قبل الميلاد، خلال الفترة النيوليتية المبكرة في بريطانيا. يتكون اللونغ بارو من التراب، ويتألف من تل مُشطب بشكل فرعي محاط بحفر جانبية.
قام علماء الآثار بتحديد أن هذا النصب بُني من قبل مجتمع رعوي بعد وقت قصير من إدخال الزراعة إلى بريطانيا من القارة الأوروبية. على الرغم من أن هذا النصب يمثل جزءًا من تقليد معماري لبناء الأبراج الطويلة الذي انتشر على نطاق واسع في أوروبا في العصور الحجرية الجديدة، إلا أن "جاكيتز فيلد لونغ بارو" ينتمي إلى نسخة إقليمية محددة من هذه الأبراج التي تم إنتاجها في منطقة نهر ستور. يقع هذا النصب على الجانب الغربي من النهر، بينما يمكن العثور على الأبراج الأخرى مثل "قبر جوليبيري" و "شجيرة وود لونغ بارو" على الجانب الشرقي من النهر. تم اكتشاف هذا الموقع في عام 1970، وفي تلك الفترة كان مخفيًا تحت كثبان كثيف، على الرغم من أنه لم يتم خضوعه بعد لتحقيق أثري دقيق.

## الموقع
عُثر على جاكيتز فيلد لونغ بارو داخل الغابات في جاكيتس فيلد في جنوب شرق قرية بوتون ألوف؛ وهي تقع داخل سوخام داونز بالقرب من كلاي ويذ فلينتس. حيثُ يقع مسار نورث داونز على بعد حوالي 3 كيلومتر (1.9 ميل) إلى الجنوب الغربي من بارو.

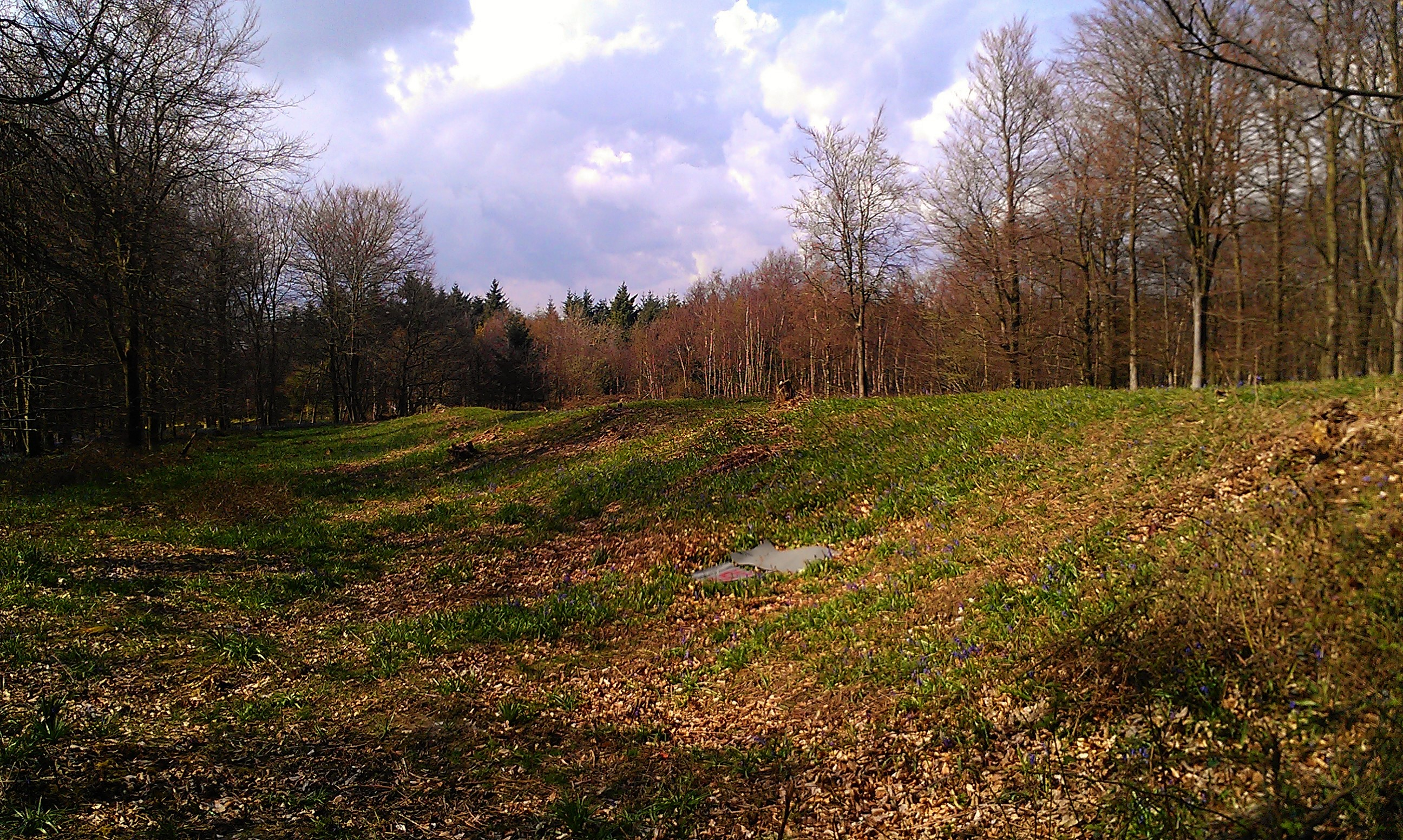
جاكيتس فيلد لونج بارو.

## نبذة عامة
يُعتبر جاكيتز فيلد لونغ بارو ذو شكل "شبه منحرف قليلاً"، حيث يتموضع على المحورالجنوب الشرقي إلى الجنوب الغربي، ويمتد طوله لحوالي 70 مترًا، ويكون عرضه 12 مترًا في الطرف الشرقي و 10 مترًا في الطرف الغرب. ويرتفع في الطرف الغربي إلى نحو 1 متر، بينما يصل ارتفاعه في الطرف الشرقي إلى حوالي 2 متر. تشير الأدلة إلى وجود خنادق جانبية كانت تحيط بالتلة.
على الرغم من أن قبر جوليبيري كان معروفًا لدى علماء الآثار منذ القرن السادس عشر على الأقل، إلا أن بارو جاكيت فيلد الطويل، بالإضافة إلى بارو شروب وود لونج، لم يتم اكتشافهما إلا من خلال تحقيقات أثرية لاحقة. اقترح عالم الآثار رونالد جيسوب، الذي قام بحفر قبر جوليبيري في الثلاثينيات من القرن الماضي، احتمالية العثور على عربات يد طويلة أخرى في المنطقة. في عام 1970، أفاد جيه برادشو في مجلة جمعية كينت الأثرية "كانتيانا" بأنه تم اكتشاف جاكيتس فيلد لونج بارو داخل الغابات الكثيفة وتم إبلاغ الفريق الأثري أوردنانس سيرفي ، الذي قام بالتحقيق وأكد وجودها. وحُول لاحقا إلى نصب تذكاري قديم مجدول.
حتى تاريخه (عام 2007)، لم يتعرض أي من مواقع حقل جاكيتس أو شروب وود لأية عمليات تنقيب أثري.